# 阿馬薩 (密歇根州)
阿馬薩（英語：Amasa）是位於美國密歇根州艾昂縣希馬蒂特鎮區的一個普查規定居民點。

## 人口
根據2020年美國人口普查的數據，阿馬薩的面積為10.47平方千米，當中陸地面積為10.45平方千米，而水域面積為0.02平方千米。當地共有人口195人，而人口密度為每平方千米18.62人。